# Палау-да-Санта-Аулаліа
Пала́у-да-Са́нта-Аула́ліа (кат. Palau de Santa Eulàlia) - муніципалітет, розташований в Автономній області Каталонія, в Іспанії. Знаходиться у районі (кумарці) Алт-Ампурда провінції Жирона, згідно з новою адміністративною реформою перебуватиме у складі Баґарії (округи) Жирона.

## Населення
Населення міста (у 2007 р.) становить 95 осіб (з них менше 14 років - 6,3%, від 15 до 64 - 73,7%, понад 65 років - 20%). У 2006 р. народжуваність склала 0 осіб, смертність - 3 особи, зареєстровано 0 шлюбів. У 2001 р. активне населення становило 46 осіб, з них безробітних - 2 особи.

Серед осіб, які проживали на території міста у 2001 р., 73 народилися в Каталонії (з них 34 особи у тому самому районі, або кумарці), 7 осіб приїхало з інших областей Іспанії, а 0 осіб приїхало з-за кордону. 

Університетську освіту має 13,2% усього населення. 

У 2001 р. нараховувалося 33 домогосподарства (з них 30,3% складалися з однієї особи, 27,3% з двох осіб,21,2% з 3 осіб, 15,2% з 4 осіб, 3% з 5 осіб, 3% з 6 осіб, 0% з 7 осіб, 0% з 8 осіб і 0% з 9 і більше осіб).

Активне населення міста у 2001 р. працювало у таких сферах діяльності : у сільському господарстві - 4,5%, у промисловості - 25%, на будівництві - 9,1% і у сфері обслуговування - 61,4%. 

 У муніципалітеті або у власному районі (кумарці) працює 8 осіб, поза районом - 41 особа.

### Безробіття
У 2007 р. нараховувалося 5 безробітних (у 2006 р. - 1 безробітний), з них чоловіки становили 60%, а жінки - 40%.

## Економіка

### Підприємства міста

#### Промислові підприємства
| \| Промислові підприємства міста, за сферою діяльності \| Промислові підприємства міста, за сферою діяльності \| Промислові підприємства міста, за сферою діяльності \| \| Рік \| 2002 р. \| 2001 р. \| \| --------------------------------------------------- \| --------------------------------------------------- \| --------------------------------------------------- \| \| Енергетичні та водні ресурси \| 0% \| 0% \| \| Хімія та метали \| 0% \| 0% \| \| Переробка металів \| 100% \| 100% \| \| Продукти харчування \| 0% \| 0% \| \| Текстиль \| 0% \| 0% \| \| Виробництво меблів, видання \| 0% \| 0% \| \| Інше \| 0% \| 0% \| \| Усього підприємств \| 1 \| 1 \| |         |         |
| Промислові підприємства міста, за сферою діяльності |         |         |
| Рік | 2002 р. | 2001 р. |
| Енергетичні та водні ресурси | 0%      | 0%      |
| Хімія та метали | 0%      | 0%      |
| Переробка металів | 100%    | 100%    |
| Продукти харчування | 0%      | 0%      |
| Текстиль | 0%      | 0%      |
| Виробництво меблів, видання | 0%      | 0%      |
| Інше | 0%      | 0%      |
| Усього підприємств | 1       | 1       |

#### Сфера послуг
| \| Підприємства міста, що працюють у сфері послуг, за діяльністю \| Підприємства міста, що працюють у сфері послуг, за діяльністю \| Підприємства міста, що працюють у сфері послуг, за діяльністю \| \| Рік \| 2002 р. \| 2001 р. \| \| ------------------------------------------------------------- \| ------------------------------------------------------------- \| ------------------------------------------------------------- \| \| Гуртова торгівля \| 0% \| 0% \| \| Готелі та готельний бізнес \| 0% \| 0% \| \| Транспорт та зв'язок \| 33,3% \| 50% \| \| Посередницькі фінансові послуги \| 0% \| 0% \| \| Послуги підприємствам \| 0% \| 0% \| \| Послуги фізичним особам \| 33,3% \| 50% \| \| Нерухомість та ін. \| 33,3% \| 0% \| \| Усього підприємств \| 3 \| 2 \| |         |         |
| Підприємства міста, що працюють у сфері послуг, за діяльністю |         |         |
| Рік | 2002 р. | 2001 р. |
| Гуртова торгівля | 0%      | 0%      |
| Готелі та готельний бізнес | 0%      | 0%      |
| Транспорт та зв'язок | 33,3%   | 50%     |
| Посередницькі фінансові послуги | 0%      | 0%      |
| Послуги підприємствам | 0%      | 0%      |
| Послуги фізичним особам | 33,3%   | 50%     |
| Нерухомість та ін. | 33,3%   | 0%      |
| Усього підприємств | 3       | 2       |

## Житловий фонд
У 2001 р. 0% усіх родин (домогосподарств) мали житло метражем до 59 м², 18,2% - від 60 до 89 м², 30,3% - від 90 до 119 м² і
51,5% - понад 120 м².

З усіх будівель у 2001 р. 17,6% було одноповерховими, 45,9% - двоповерховими, 36,5
% - триповерховими, 0% - чотириповерховими, 0% - п'ятиповерховими, 0% - шестиповерховими,
0% - семиповерховими, 0% - з вісьмома та більше поверхами.

## Автопарк
| \| Автомобілі, зареєстровані у місті, за призначенням \| Автомобілі, зареєстровані у місті, за призначенням \| Автомобілі, зареєстровані у місті, за призначенням \| \| Рік \| 2006 р. \| 2005 р. \| \| -------------------------------------------------- \| -------------------------------------------------- \| -------------------------------------------------- \| \| Приватні автомобілі \| 63,1% \| 69% \| \| Мотоцикли \| 12,3% \| 9,7% \| \| Вантажівки \| 20,5% \| 17,7% \| \| Трактори \| 1,6% \| 1,8% \| \| Автобуси та ін. \| 2,5% \| 1,8% \| \| Усього автомобілів \| 122 шт. \| 113 шт. \| |         |         |
| Автомобілі, зареєстровані у місті, за призначенням |         |         |
| Рік | 2006 р. | 2005 р. |
| Приватні автомобілі | 63,1%   | 69%     |
| Мотоцикли | 12,3%   | 9,7%    |
| Вантажівки | 20,5%   | 17,7%   |
| Трактори | 1,6%    | 1,8%    |
| Автобуси та ін. | 2,5%    | 1,8%    |
| Усього автомобілів | 122 шт. | 113 шт. |

## Вживання каталанської мови
У 2001 р. каталанську мову у місті розуміли 100% усього населення (у 1996 р. - 100%), вміли говорити нею 97,5% (у 1996 р. - 
93,5%), вміли читати 94,9% (у 1996 р. - 95,7%), вміли писати 69,6
% (у 1996 р. - 48,9%). Не розуміли каталанської мови 0%.

## Політичні уподобання
У виборах до Парламенту Каталонії у 2006 р. взяло участь 54 особи (у 2003 р. - 61 особа). Голоси за політичні сили розподілилися таким чином:
| \| Вибори до Парламенту Каталонії \| Вибори до Парламенту Каталонії \| Вибори до Парламенту Каталонії \| \| Рік \| 2006 р. \| 2003 р. \| \| -------------------------------------- \| ------------------------------ \| ------------------------------ \| \| Конвергенція та Єднання (CiU) \| 48,1% \| 42,6% \| \| Соціалістична партія Каталонії (PSC) \| 9,3% \| 11,5% \| \| Народна партія (PP) \| 3,7% \| 6,6% \| \| Ініціатива за зелену Каталонію (IC) \| 13% \| 6,6% \| \| Республіканська лівиця Каталонії (ERC) \| 22,2% \| 32,8% \| \| Громадянська партія (C's) \| 0% \| 0% \| \| Інші \| 3,7% \| 0% \| |         |         |
| Вибори до Парламенту Каталонії |         |         |
| Рік | 2006 р. | 2003 р. |
| Конвергенція та Єднання (CiU) | 48,1%   | 42,6%   |
| Соціалістична партія Каталонії (PSC) | 9,3%    | 11,5%   |
| Народна партія (PP) | 3,7%    | 6,6%    |
| Ініціатива за зелену Каталонію (IC) | 13%     | 6,6%    |
| Республіканська лівиця Каталонії (ERC) | 22,2%   | 32,8%   |
| Громадянська партія (C's) | 0%      | 0%      |
| Інші | 3,7%    | 0%      |